# Tamberg (Bergmassiv)
Der Tamberg ist ein bis 1516 m ü. A. hohes Bergmassiv des Toten Gebirges im oberen Steyrtal bei Windischgarsten im südlichen Traunviertel in Oberösterreich.

## Lage und Landschaft
Der Tamberg liegt im Spitz von oberster Steyr und Teichl bei St. Pankraz, zwischen dem Windischgarstner Becken bei Roßleithen und Vorderstoder, und dem hinteren Stodertal mit der Gemeinde Hinterstoder. Dabei bildet er einen mittelgebirgigeren, bewaldeten Inselberg des Windischgarstner Becken zwischen den mächtigen alpinen Massive des Großen Priels im Westen, des Sengsengebirges im Norden und des Warscheneck im Süden.
Der Tamberg besitzt einen 8 Kilometer langen, Nordwest–Südost streichenden Kamm. Seine Südwestflanke fällt jäh über bis zu 800 Meter zur Steyr ab. Er hat aber gegen Süden und Osten hügelige, besiedelte Vorlagen.

### Umgrenzung, Einordnung und Gipfel
Die Hauptgipfel des Tambergs haben 1516 m und 1502 m Höhe, die Nordostgipfel 1243 m und 1186 m. Der Windischgarstner-seitige Nebengipfel heißt Schmeißerkogel (1324 m), der Steyrtal-auswärtige Vorgipfel Schölmberg (960 m). Über St. Pankratz liegt etwas freigestellt der Gschwendtnerberg (1073 m), und dort taleinwärts der Lainberg (768 m), ein isolierter Rücken zwischen Teichl und Pyhrnpassstraße.
Nach der Alpenvereinseinteilung der Ostalpen (AVE) gehört das Massiv zum Toten Gebirge. Nach der Gebirgsgruppengliederung nach Trimmel gehört es zur Gruppe Warscheneck (1630) und bildet eine eigene Teilgruppe, hat die Nr. 1639 und umgrenzt sich (im Uhrzeigersinn):
- im Nordosten Teichl von Steyrbrücke/Dirnbach (Bahnhof Hinterstoder; Mündung 463 m) über St. Pankraz bis Lengau (Pießling-Mündung): zum Sengsengebirge (1651, Windischgarstener und Reichraminger Alpen 1650)
- im Südosten Pießling  – Retschitz (Walchegg-Hanslbauer) – Spitzbach  – Filzmoos (Sattel der Filzmoserkapelle 799 m) –  Bach von Vorderstoder bis Mündung beim Ort Vorderstoder: zur Teilgruppe Warscheneck (1636)
- im Süden Loigisbach abwärts bis Mündung in die Steyr bei Hinterstoder: zur Gruppe Hochmölbing (1635)
- im Westen Steyr (Strumboding) abwärts bis Steyrbrücke: zur Prielgruppe (1628, Totes Gebirge und Vorberge 1620)

Diese Gruppierung umfasst neben dem Tambergstock selbst auch die Vorlagen südlich des Eselsbachs, das sind die Anhöhen Stadleregg–Zamsegg (Vordertambergau, Mitterkrotzen, bis 820 m), und der Steyrsberg (1007 m) mit Poppenberg (860 m) bei Hinterstoder. Der östlich vorgelagerte Stummerkogel (817 m) wird nach Trimmel nicht mehr zum Tamberg gezählt. Die Fläche der Gruppe beträgt in genannter Abgrenzung gut 42 km².
Die Oberösterreichische Raumgliederung (NaLa) stellt den Tamberg landschaftlich zu den Salzkammergut-Voralpen, wobei die südlichen, besiedelten Abdachungen schon zur Raumeinheit des Windischgarstner Beckens gerechnet werden, Nord- und Westfuß liegen in der Raumeinheit Steyr- und Teichltal, der Steyrsberg zählt aus geologischen Gründen zu den Kalk-Hochalpen.

## Geologie und Naturausstattung
Des Tambergmassiv stellt die Nahtstelle dreier tektonischer Decken dar.
Der Tamberg selbst besteht aus einer mächtigen Masse von obertriassischem Hauptdolomit, bei Ramsebn und Weierriegel am Südhang liegt Plattenkalk, mit zerfallenen fossilführenden Kössener Schichten. Das sind um 230–200 Mio. Jahre alte ufernahe Lagunenbildungen der Thetys.
Er liegt zwar südlich der Grünau-Windischgarstener Störungszone (hier Teichl-Talzug), wird vom Gestein her aber der Reichraminger Decke des Bajuwarikum (Reichraminger-Lunzer Deckensystem resp. Staufen-Höllengebirgsdecke) zugerechnet, zu der auch das Sengsengebirge gehört. Diese Formation zieht sich auch noch westwärts in die Totengebirgs-Vorberge von Steyrling.
Die Hügel bei Vorderstoder sind Gutenstein-Formation und Haselgebirge.
Sie gehören schon zur Warscheneckdecke, einem Teil des Tirolikums (Ötscherdecke im weiteren Sinne). Hier sind Werfener Schichten etwas mit der Reichraminger Decke verschuppt.

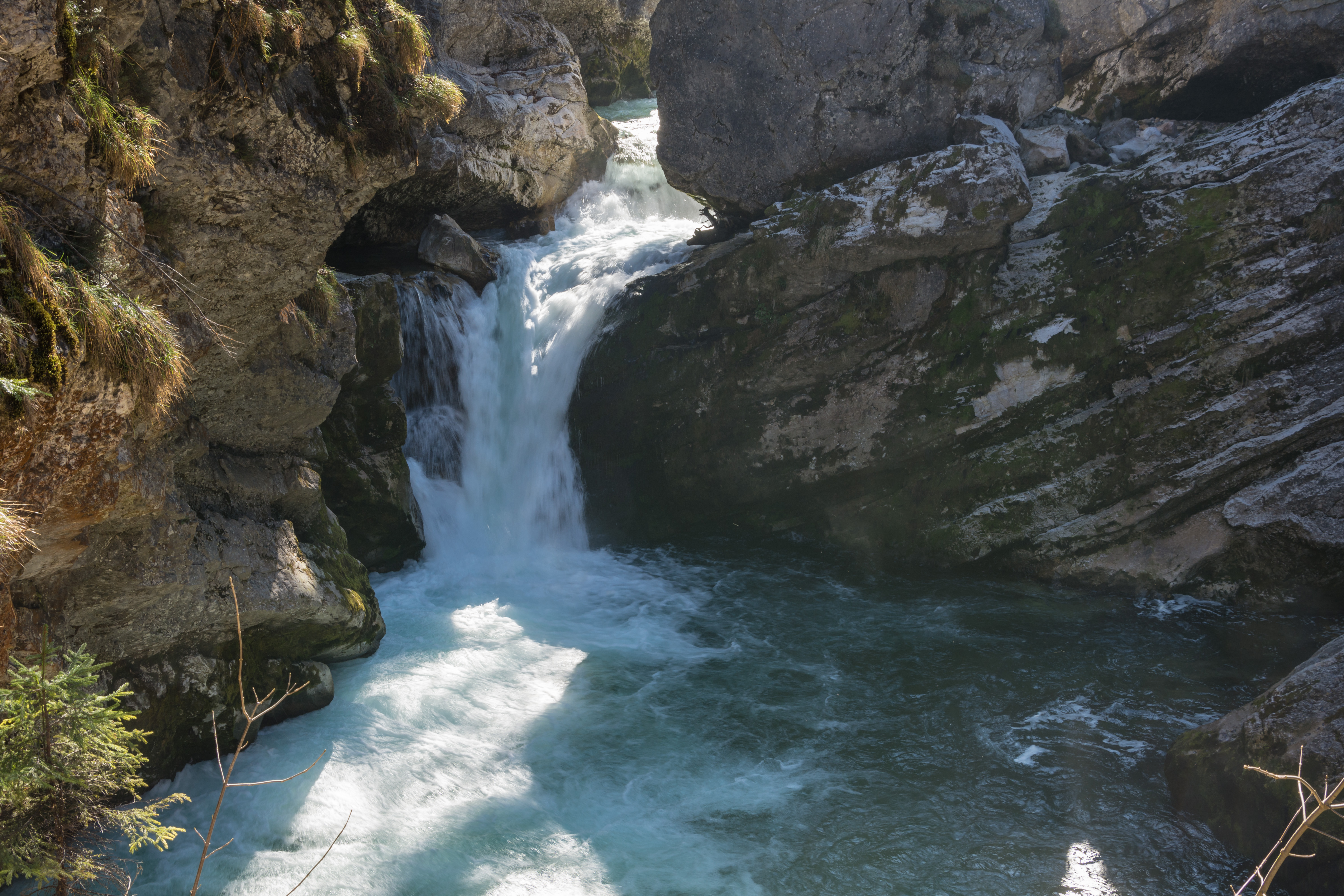
Strumboding-Wasserfall

Der Südwesten (Steyrsberg, Poppenberg) besteht hingegen aus Dachstein- und Wettersteinkalk der Totengebirgsdecke, den zeitgleichen Bildungen des äußeren Lagunenbereichs. Die Deckengrenzen folgen also der Linie Weißenbach – Eselsbach – Spitzbach respektive Loigisbach – Spitzbach (Salzsteiglinie des Stodertals). Diese Berge wurden durch die Steyr im Durchbruchstal  Strumboding vom Toten Gebirge abgeschnitten.
Überdeckt ist die Südabdachung mit Gosau, zwischenzeitlichen  Meeresablagerungen während der Alpenaufbaues aus der Mittelkreide (um 100 Mio. Jahre vor heute). Diese Westausläufer des Windischgarstener Gosaubeckens liegen allen drei Decken auf, womit sich die Deckengrenzen als hauptsächlich vorgosauisch darstellen. In der Tambergau an der Steyr ist aber  Gosau als Deckenscheider eingeklemmt.
Eiszeitlich ist der Tamberg vom Günz- und Mindelzeitlichen Steyrgletscher, hauptsächlich einer Zunge des Ennsgletschers über den Phrynpass, geprägt. Der Tamberg trug vielleicht eine lokale Gletscherkappe, war Eisstrom-abgewandt aber möglicherweise eisfrei.  Der Riß- und Würm-Würmgletscher ist nurmehr bis hierher vorgestoßen,  und hat östlich eine Endmoränenzone hinterlassen. Zu den letzten Erscheinungen gehört insbesondere der Loigistal-Gletscher vom Warscheneck, der den Sattel bei Vorderstoder überdeckt hat, am Nordende findet sich das Sattelmoor Filzmoos.
Tamberg und Steyrsberg–Poppenberg sind hauptsächlich von Tannenreichem Buchenmischwald bestanden, der noch recht naturnah ist. Schutzgebiete sind hier bisher noch keine ausgewiesen.
Im Höhlenkataster werden für diese Gruppe 5 Höhlen vermerkt (Stand 2002).